# ماري سنكلير
ماري سنكلير (بالإنجليزية: Mary Sinclair)‏ هي عارضة وممثلة أمريكية، ولدت في 15 نوفمبر 1922 في سان دييغو في الولايات المتحدة، وتوفيت في 5 نوفمبر 2000 في فينيكس في الولايات المتحدة.

## وصلات خارجية
- ماري سنكلير على موقع IMDb (الإنجليزية)